# Alec Dufty
Alec Dufty (* 11. März 1987 in Binghamton, New York) ist ein ehemaliger US-amerikanischer Fußballtorwart.
Aktuell ist er als Torwarttrainer bei Sporting Kansas City beschäftigt.

## Karriere

### Jugend und Amateurfußball
Dufty wuchs in Raleigh, North Carolina auf und begann seine aktive Karriere als Fußballtorwart im Jahre 2005 in der Fußballmannschaft der Appalachian State University in Boone, North Carolina. Der Mannschaft blieb er bis 2006 treu, ehe er während seines Sophomore-Jahres 2007 an die University of Evansville wechselte. Dort blieb er bis 2008, wobei er in seinen beiden letzten Jahren in der All-Missouri Valley Conference-Auswahl war.
Während seiner College-Zeit spielte er auch in der USL Premier Development League für die Raleigh Elite.

### Vereinskarriere
Seine Profikarriere startete am 12. März 2009, nur einen Tag nach seinem 22. Geburtstag, als er von den New York Red Bulls unter Vertrag genommen wurde. Sein Debüt in der Major League Soccer gab er am 11. April beim Auswärtsspiel im Robertson Stadium gegen Houston Dynamo, als er in der achten Spielminute für Danny Cepero eingewechselt wurde. Das Spiel endete in einem 0:0-Remis. Diese Partie sollte für ihn die einzige im Dress der Red Bulls sein, den nur drei Tage später wurde er freigestellt.
Nach der Freistellung kam er in den MLS-League-Wide-Reserve-Goalkeeper-Pool, einem „Sammelbecken“ für Torhüter ohne Anstellung in einem MLS-Franchise. Im Mai 2009 wurde Dufty von der Columbus Crew abgerufen. Grund dafür war, dass der Stammtorwart der Crew, Will Hesmer, verletzt aus dem aktuellen Spielbetrieb ausscheiden musste, und der Ersatztorwart Andy Gruenebaum der einzig verbleibende Torwart im Team der Columbus Crew war.
Am 27. Februar 2010 wechselte er zum AC St. Louis in die USSF D2 Pro League, wo er bis zur Auflösung der Mannschaft Stammtorhüter war.
Am 1. März 2011 wechselte er zu Chicago Fire.

### Nationalmannschaft
2007 wurde Dufty für ein Freundschaftsspiel der U-20 Nationalmannschaft der USA gegen Argentinien berufen. In dem Spiel wurde er nicht eingesetzt.